# Omaha Supernovas 2025
Questa voce raccoglie le informazioni riguardanti le Omaha Supernovas nelle competizioni ufficiali della stagione 2024-2025.

## Stagione
Le Omaha Supernovas partecipano alla stagione 2024-25 senza alcuna denominazione sponsorizzata.
Si classificano al primo posto nella regular season di PVF, accedendo ai play-off scudetto, dove vengono sconfitte in semifinale dalle Indy Ignite.

## Organigramma societario
Area direttiva
- Presidente: Diane Mendenhall

Area tecnica
- Allenatore: Laura Kuhn
- Assistente allenatore: Thomas Robson, Steven Roschitz, Gina Mancuso

## Rosa
| N° | Nome              | Ruolo | Data di nascita   | Nazionalità sportiva |
| -- | ----------------- | ----- | ----------------- | -------------------- |
| 1  | Natalia Valentín  | P     | 12 settembre 1989 | Porto Rico           |
| 4  | Valeria Vázquez   | S     | 28 gennaio 2001   | Porto Rico           |
| 5  | Brooke Nuneviller | S     | 25 gennaio 2000   | Stati Uniti          |
| 6  | Kendra Wait       | P     | -                 | Stati Uniti          |
| 8  | Reagan Cooper     | S     | 1º novembre 2000  | Stati Uniti          |
| 9  | Machaela Podraza  | P     | -                 | Stati Uniti          |
| 10 | Camila Gómez      | L     | 6 luglio 1995     | Colombia             |
| 11 | Kelsie Payne      | O     | 29 novembre 1995  | Stati Uniti          |
| 14 | Allysa Batenhorst | S     | 26 luglio 2002    | Stati Uniti          |
| 17 | Phoebe Awoleye    | C     | 16 giugno 2002    | Stati Uniti          |
| 20 | Allison Whitten   | L     | 6 luglio 1995     | Stati Uniti          |
| 21 | Toyosi Onabanjo   | C     | 20 ottobre 2003   | Stati Uniti          |
| 22 | Lindsay Krause    | S     | 11 dicembre 2002  | Stati Uniti          |
| 23 | Kaitlyn Hord      | C     | 14 giugno 2000    | Stati Uniti          |
| 27 | Emily Londot      | O     | 13 maggio 2002    | Stati Uniti          |
| 28 | Kayla Caffey      | C     | 25 novembre 1997  | Stati Uniti          |

      Practice squad

## Mercato
| Acquisti | Acquisti          | Acquisti            | Acquisti   |
| R.       | Nome              | da                  | Modalità   |
| -------- | ----------------- | ------------------- | ---------- |
| C        | Phoebe Awoleye    | Minnesota           | definitivo |
| S        | Allysa Batenhorst | Southern California | definitivo |
| C        | Kayla Caffey      | Athletes Unlimited  | definitivo |
| S        | Reagan Cooper     | Columbus Fury       | definitivo |
| L        | Camila Gómez      | Grand Rapids Rise   | definitivo |
| C        | Kaitlyn Hord      | Columbus Fury       | definitivo |
| S        | Lindsay Krause    | Nebraska            | definitivo |
| O        | Emily Londot      | Ohio State          | definitivo |
| S        | Brooke Nuneviller | Athletes Unlimited  | definitivo |
| C        | Toyosi Onabanjo   | Kansas              | definitivo |
| O        | Kelsie Payne      | Athletes Unlimited  | definitivo |
| P        | Machaela Podraza  | Grand Rapids Rise   | definitivo |
| P        | Natalia Valentín  | Athletes Unlimited  | definitivo |
| S        | Valeria Vázquez   | Pittsburgh          | definitivo |
| P        | Kendra Wait       | Creighton           | definitivo |
| L        | Allison Whitten   | -                   | definitivo |

| Cessioni | Cessioni            | Cessioni           | Cessioni   |
| R.       | Nome                | a                  | Modalità   |
| -------- | ------------------- | ------------------ | ---------- |
| S        | Paige Briggs        | Athletes Unlimited | definitivo |
| O        | Margaret Cartwright | -                  | ritirata   |
| L        | Gabrielle Curry     | -                  | ritirata   |
| C        | Sophie Davis        | Vegas Thrill       | definitivo |
| S        | Bethania de la Cruz | Athletes Unlimited | definitivo |
| C        | TeTori Dixon        | Athletes Unlimited | definitivo |
| P        | Sydney Hilley       | Athletes Unlimited | definitivo |
| S        | Margaret King       | -                  | ritirata   |
| S        | Allison Mayfield    | Athletes Unlimited | definitivo |
| S        | Brooke Nuneviller   | Athletes Unlimited | definitivo |
| O        | Nia Reed            | Praia Clube        | definitivo |
| C        | Hristina Ruseva     | Fenerbahçe         | definitivo |
| O        | Stephanie Samedy    | SAGA Springs       | definitivo |
| C        | Kyla Swanson        | Porto              | definitivo |
| P        | Natalia Valentín    | Athletes Unlimited | definitivo |
| L        | Kendall White       | Vegas Thrill       | definitivo |

## Risultati

### PVF

#### Regular season
| 10 gennaio 2025 CHI Health Center Omaha, Omaha    | Omaha Supernovas  | 3 - 2 | Atlanta Vibe      | 22-25, 25-19, 22-25, 25-22, 15-13 |
| 12 gennaio 2025 Van Andel Arena, Grand Rapids     | Grand Rapids Rise | 0 - 3 | Omaha Supernovas  | 21-25, 23-25, 22-25               |
| 17 gennaio 2025 Lee's Family Forum, Henderson     | Vegas Thrill      | 3 - 2 | Omaha Supernovas  | 23-25, 17-25, 26-24, 25-17, 15-11 |
| 19 gennaio 2025 CHI Health Center Omaha, Omaha    | Omaha Supernovas  | 1 - 3 | San Diego Mojo    | 25-20, 19-25, 22-25, 22-25        |
| 24 gennaio 2025 Nationwide Arena, Columbus        | Columbus Fury     | 0 - 3 | Omaha Supernovas  | 17-25, 15-25, 19-25               |
| 31 gennaio 2025 CHI Health Center Omaha, Omaha    | Omaha Supernovas  | 3 - 0 | Columbus Fury     | 25-21, 25-18, 25-17               |
| 2 febbraio 2025 Addition Financial Arena, Orlando | Orlando Valkyries | 3 - 0 | Omaha Supernovas  | 25-22, 25-18, 25-20               |
| 6 febbraio 2025 Fishers Event Center, Fishers     | Indy Ignite       | 0 - 3 | Omaha Supernovas  | 23-25, 23-25, 22-25               |
| 8 febbraio 2025 Gas South Arena, Duluth           | Atlanta Vibe      | 1 - 3 | Omaha Supernovas  | 23-25, 10-25, 25-19, 22-25        |
| 16 febbraio 2025 CHI Health Center Omaha, Omaha   | Omaha Supernovas  | 3 - 0 | San Diego Mojo    | 25-21, 25-19, 25-18               |
| 2 febbraio 2025 Viejas Arena, San Diego           | San Diego Mojo    | 1 - 3 | Omaha Supernovas  | 25-22, 20-25, 16-25, 27-29        |
| 27 febbraio 2025 CHI Health Center Omaha, Omaha   | Omaha Supernovas  | 0 - 3 | Orlando Valkyries | 24-26, 18-25, 24-26               |
| 2 marzo 2025 CHI Health Center Omaha, Omaha       | Omaha Supernovas  | 3 - 0 | Indy Ignite       | 25-19, 25-23, 27-25               |
| 5 marzo 2025 Nationwide Arena, Columbus           | Columbus Fury     | 0 - 3 | Omaha Supernovas  | 17-25, 17-25, 23-25               |
| 13 marzo 2025 Fishers Event Center, Fishers       | Indy Ignite       | 2 - 3 | Omaha Supernovas  | 25-21, 25-18, 20-25, 23-25, 13-15 |
| 15 marzo 2025 Addition Financial Arena, Orlando   | Orlando Valkyries | 1 - 3 | Omaha Supernovas  | 23-25, 25-18, 22-25, 24-26        |
| 22 marzo 2025 CHI Health Center Omaha, Omaha      | Omaha Supernovas  | 0 - 3 | Indy Ignite       | 23-25, 23-25, 21-25               |
| 28 marzo 2025 CHI Health Center Omaha, Omaha      | Omaha Supernovas  | 3 - 0 | Vegas Thrill      | 25-23, 25-14, 25-19               |
| 3 marzo 2025 CHI Health Center Omaha, Omaha       | Omaha Supernovas  | 3 - 1 | Grand Rapids Rise | 25-20, 17-25, 25-19, 25-22        |
| 5 aprile 2025 CHI Health Center Omaha, Omaha      | Omaha Supernovas  | 3 - 1 | Orlando Valkyries | 14-25, 25-17, 25-23, 25-15        |
| 1º aprile 2025 Lee's Family Forum, Henderson      | Vegas Thrill      | 1 - 3 | Omaha Supernovas  | 17-25, 20-25, 25-22, 24-26        |
| 12 aprile 2025 Viejas Arena, San Diego            | San Diego Mojo    | 3 - 1 | Omaha Supernovas  | 25-19, 23-25, 27-25, 25-13        |
| 17 aprile 2025 CHI Health Center Omaha, Omaha     | Omaha Supernovas  | 3 - 0 | Grand Rapids Rise | 25-16, 25-23, 26-24               |
| 19 aprile 2025 CHI Health Center Omaha, Omaha     | Omaha Supernovas  | 0 - 3 | Atlanta Vibe      | 25-27, 19-25, 18-25               |
| 25 aprile 2025 CHI Health Center Omaha, Omaha     | Omaha Supernovas  | 3 - 2 | Columbus Fury     | 21-25, 25-20, 26-24, 23-25, 15-9  |
| 27 aprile 2025 CHI Health Center Omaha, Omaha     | Omaha Supernovas  | 3 - 0 | Vegas Thrill      | 25-20, 25-16, 25-23               |
| 2 maggio 2025 Van Andel Arena, Grand Rapids       | Grand Rapids Rise | 1 - 3 | Omaha Supernovas  | 25-19, 17-25, 20-25, 21-25        |
| 4 maggio 2025 Gas South Arena, Duluth             | Atlanta Vibe      | 1 - 3 | Omaha Supernovas  | 23-25, 22-25, 25-19, 23-25        |

#### Play-off scudetto
| Semifinale - 9 maggio 2025 Lee's Family Forum, Henderson | Omaha Supernovas | 2 - 3 | Indy Ignite | 17-25, 25-23, 25-23, 20-25, 13-15 |

## Statistiche

### Statistiche di squadra
| Competizione | Punti | In casa | In casa | In casa | In trasferta | In trasferta | In trasferta | Totale | Totale | Totale |
| Competizione | Punti | G       | V       | P       | G            | V            | P            | G      | V      | P      |
| ------------ | ----- | ------- | ------- | ------- | ------------ | ------------ | ------------ | ------ | ------ | ------ |
| PVF          | 61    | 14      | 10      | 4       | 14           | 11           | 3            | 29     | 21     | 8      |
| Totale       | -     | 14      | 10      | 4       | 14           | 11           | 3            | 29     | 21     | 8      |

### Statistiche dei giocatori
| Giocatrice    | PVF | PVF | PVF | PVF | PVF | Totale | Totale | Totale | Totale | Totale |
| Giocatrice    | P   | PT  | AV  | MV  | BV  | P      | PT     | AV     | MV     | BV     |
| ------------- | --- | --- | --- | --- | --- | ------ | ------ | ------ | ------ | ------ |
| P. Awoleye    | 11  | 43  | 31  | 11  | 1   | 11     | 43     | 31     | 11     | 1      |
| A. Batenhorst | 18  | 137 | 129 | 7   | 1   | 18     | 137    | 129    | 7      | 1      |
| K. Caffey     | 25  | 173 | 111 | 44  | 18  | 25     | 173    | 111    | 44     | 18     |
| R. Cooper     | 26  | 309 | 283 | 13  | 13  | 26     | 309    | 283    | 13     | 13     |
| C. Gómez      | 26  | 0   | 0   | 0   | 0   | 26     | 0      | 0      | 0      | 0      |
| K. Hord       | 28  | 201 | 111 | 83  | 7   | 28     | 201    | 111    | 83     | 7      |
| L. Krause     | 23  | 11  | 7   | 4   | 0   | 23     | 11     | 7      | 4      | 0      |
| E. Londot     | 22  | 173 | 140 | 28  | 5   | 22     | 173    | 140    | 28     | 5      |
| B. Nuneviller | 29  | 435 | 402 | 24  | 9   | 29     | 435    | 402    | 24     | 9      |
| T. Onabanjo   | 10  | 55  | 44  | 9   | 2   | 10     | 55     | 44     | 9      | 2      |
| K. Payne      | 25  | 203 | 162 | 33  | 8   | 25     | 203    | 162    | 33     | 8      |
| M. Podraza    | 16  | 31  | 15  | 11  | 5   | 16     | 31     | 15     | 11     | 5      |
| N. Valentín   | 29  | 57  | 37  | 12  | 8   | 29     | 57     | 37     | 12     | 8      |
| V. Vázquez    | 1   | 0   | 0   | 0   | 0   | 1      | 0      | 0      | 0      | 0      |
| K. Wait       | 6   | 2   | 1   | 0   | 1   | 6      | 2      | 1      | 0      | 1      |
| A. Whitten    | 14  | 0   | 0   | 0   | 0   | 14     | 0      | 0      | 0      | 0      |

P = presenze; PT = punti totali; AV = attacchi vincenti; MV = muri vincenti; BV = battute vincenti